# Paul Badde
Paul Badde (Schaag, 10 marzo 1948) è un saggista, giornalista e regista tedesco.
È stato Vaticanista per Die Welt e condirettore del mensile Vatican Magazin, ha dichiarato che il velo della Veronica è un tipo di tessuto presente solo nelle tombe dei faraoni egizi. Il 16 gennaio 2016, insieme al gesuita Heinrich Pfeiffer, ha partecipato alla rievocazione storica della processione del Volto Santo di Manoppello dalla Basilica di San Pietro in Vaticano alla Chiesa di Santo Spirito in Sassia.

## Biografia
Dopo aver frequentato un ginnasio umanistico, Paul Badde ha studiato filosofia e sociologia alla Albert-Ludwigs-Universität di Friburgo e storia dell'arte, storia e politica all'Università di Francoforte sul Meno. Tra il primo e il secondo esame di Stato, dal marzo 1979 è stato redattore e capo dipartimento della rivista satirica pardon, esperienza a cui seguirono tre anni di insegnamento alla Schiller School di Francoforte-Sachsenhausen e un lavoro da freelance per la Frankfurter Allgemeine Zeitung, Die Zeit, Die Welt e la Neue Zürcher Zeitung. Dal febbraio 1988 è stato reporter e redattore della rivista F.A.Z. di Monaco. Dal 2000 al 2013 ha lavorato come corrispondente del quotidiano Die Welt, prima a Gerusalemme, poi a Roma e in Vaticano.
Dall'inizio del 2007 fino al giugno 2022, Badde è stato condirettore del mensile Vatican Magazin. Dal 2008 è presidente della Botschaft von Fátima, il cui obiettivo principale è diffondere il messaggio di Fatima e che sostiene progetti di aiuto per i cristiani perseguitati e i bambini in Sud America. Lavora anche per l'agenzia di stampa CNA Deutsch, kath.net e, dal 2013, è anche autore e corrispondente per il canale televisivo EWTN Deutschland.

## Critiche
Badde ha scritto intorno al velo di Manoppello in diverse pubblicazioni e sostiene che esso non può essere stato realizzato dall'uomo ed è quindi di origine soprannaturale. Si tratta di un cosiddetto acheiropoieton. Lo storico dell'arte Erwin Pokorny ha criticato le affermazioni di Badde, accusandolo di aver "distorto" la relazione di Giulio Fanti (Università di Padova) sugli esami al microscopio e di aver affermato che il velo non presentava "alcuna traccia di colore". Secondo Pokorny, Badde in particolare ha anche affermato in modo errato che il tessuto del velo era fatto di seta di conchiglia. Pokorny ha anche confutato questa affermazione: la seta di conchiglia è costituita da fibre relativamente spesse; le fibre del velo di Manoppello, invece, sono più sottili di tutte le fibre di vera seta di conchiglia mai misurate. Si deve quindi supporre che il tessuto del velo sia costituito da fibre di lino o da lino.

## Opere
- Jerusalem, Jerusalem, 1997
- Die himmlische Stadt. Der abendländische Traum von der gerechten Gesellschaft, 1999
- Jossel Rakovers Wendung zu Gott, (2004) von Zvi Kolitz, Herausgabe und Übersetzung
- Maria von Guadalupe: Wie das Erscheinen der Jungfrau Maria Weltgeschichte schrieb, 2004, Ullstein
- Heiliges Land: Auf dem Königsweg aller Pilgerreisen., 2010, Gütersloher Verlagshaus
- Das göttliche Gesicht. Auf der Suche nach dem wahren Antlitz Jesu, 2005, erweiterten Fassung Das Muschelseidentuch, 2011, Ullstein
- Raphaël, 2013, Herbig
- Das Grabtuch von Turin oder das Geheimnis der heiligen Bilder, 2014, Pattloch; 2015 erweitert als Sudarium et Vestes, Wolff
- Von Angesicht zu Angesicht: Das Antlitz Gottes in Manoppello, 2017, Christiana
- Papst Benedikt XVI: Seine Papstjahre aus nächster Nähe, 2018, Herbig
- Jerusalem, Hauptstadt der Welt in Tagen des Zorns, 2018 Fe-Medien
- Die Lukas-Ikone. Roms verborgenes Weltwunder. Christiana Verlag, 2024.